# Lotus Elite 75
Ne doit pas être confondu avec Lotus Elite 14.
L'Elite 75 est une voiture quatre places sportive conçue par le constructeur britannique Lotus en 1974 dans le but d'entrer sur un nouveau marché, au-dessus des habituelles sportives dépouillées. Elle ne doit pas être confondue avec Lotus Elite 14 de la fin des années 1950.